# Breisgau – Bullenstall
Bullenstall ist ein deutscher Fernsehfilm von Thomas Jauch aus dem Jahr 2021. Es handelt sich um die erste Folge der Krimireihe Breisgau mit Katharina Nesytowa, Joscha Kiefer und Johanna Gastdorf in den Hauptrollen. Die Erstausstrahlung im ZDF war am 20. Oktober 2021, in der ZDF Mediathek wurde der Film am 13. Oktober 2021 veröffentlicht.

## Handlung
Die aus Rostock stammende Kriminalhauptkommissarin Tanja Wilken beginnt ihren Dienst in der Mordkommission in Freiburg im Breisgau. Dort trifft sie auf eine Reihe von verwandten Polizisten, darunter ihren Ermittlungspartner Dennis Danzeisen, dessen Tante, die Revierleiterin Dorothea Danzeisen, Rechtsmediziner Dominik Danzeisen, Polizeimeister David Danzeisen, Polizeimeisterin Diana Gruber, geborene Danzeisen und Phantombildzeichnerin Doreen Danzeisen. Vom Compliance-Beauftragten Heinz Löwe wird Wilken vor den eigenwilligen Strukturen im Revier gewarnt.
In ihrem ersten gemeinsamen Fall untersuchen Tanja Wilken und Dennis Danzeisen den Tod der Journalistin Silke Bär. Diese hat für eine Geschichte über verdächtige Vorgänge im Polizeirevier Freiburg-Süd, dem Revier der Familie Danzeisen, recherchiert. Für Wilken stellt sich die Frage, ob die Journalistin auf belastendes Material gegen die Danzeisens gestoßen sein könnte. 
Von Arthur Bär, dem Vater der Ermordeten, erhält Tanja Wilken Unterlagen, die sie auf die Spur des vorbestraften und mit Dennis Danzeisen befreundeten Olaf Pieper („Opi“) führt. Pieper hat regelmäßig Kurierfahrten für eine Dentalfirma unternommen. Außerdem geraten Zahntechniker Marcel Häberli und dessen Geliebte und Mitarbeiterin Marie Faber in den Fokus der Ermittlungen. Die beiden haben erfolglos versucht, einen Rapper zu betrügen.
Über Silkes Navigationsgerät und die gespeicherten GPS-Daten gelangen die Ermittler zu einer verlassenen Halle im Elsass. An dem Tag, an dem Wilken eine Hausdurchsuchung bei Pieper durchführen möchte, findet die Polizei Opi leblos in seinem Garten, ertrunken im Gartenteich. Im Haus finden sich Spuren eines Kampfes. Die Obduktion ergibt, dass Silke Bär an einer Kopfverletzung starb; am Tatort fand sich eine SIM-Karte von Opi. Opi hatte zwei Handys und Prepaid-SIM-Karten. Einige  wütende Anrufe, die Opi erhalten hatte, stammten von Marcel Häberli. 
Wilken und Danzeisen folgen Marcel Häberli und dem von ihm betrogenen Rapper MC D’ECSTA SY zu Marcels Vater Urs in die Schweiz. Von Urs fordert der Rapper 40.000 Euro plus 10 % Zinsen. Nachdem MC D’ECSTA SY mit der Waffe droht, wird er von Dennis vorübergehend festgenommen. Marcel Häberli sollte für MC D’ECSTA SY Zahnschmuck mit Diamanten, sogenannten Grill, im Wert von 40.000 Euro anfertigen. Marcel wollte die Originale unterschlagen und hatte versucht, ihm Imitate unterzuschieben.
Nachdem der Rapper das Geld von Urs erhalten hat, kehren Wilken und Dennis Danzeisen mit Marcel Häberli nach Deutschland zurück. Dort gibt Häberli an, dass ihm die Diamanten auf dem Weg zum Markt gestohlen wurden. Dennis Danzeisen dagegen ist der Meinung, dass Häberli Pieper beauftragt hatte, die Steine zu verkaufen. Nachdem Pieper sich nicht bei Häberli gemeldet hatte, stalkte Häberli Opi telefonisch. Häberli gibt allerdings an, die ganze Nacht mit seiner Verlobten zusammen gewesen zu sein.
Im Pfandhaus erfahren die Ermittler von Leo Raible, dass er Opi zwei Tage zuvor 19.000 Euro für die Diamanten geboten hat. Die Diamanten hat Raible aufbewahrt. Die 19.000 Euro erhielt Arthur Bär in einem Kuvert. Dennis vermutet, dass Opi damit einen Teil seiner Schuld wegen des Todes von Silke Bär wiedergutmachen wollte.
Für den Mord an Opi vermutet Wilken Marcel Häberli als möglichen Täter, weil er seine Diamanten wiederhaben wollte. Außerdem hat sie eine weitere These, nach der Silke Bär im Elsass bei der Flucht vor Opi tödlich gestürzt sein könnte. Anschließend brach jemand in ihr Büro ein und ließ alle Datenträger verschwinden. Diese bislang unbekannte Person könnte auch Opi getötet haben, weil er Schuldgefühle hatte und somit zum Risikofaktor wurde. Dennis vermutet, dass es sich dabei um Tobias Stein, den stellvertretenden Geschäftsführer bei Urs Häberlis Dentalfirma, handeln könnte. Stein hatte als letzte Person mit Opi Kontakt.
Bei der Observation der Halle im Elsass treffen die Ermittler auf Tobias Stein, der dort illegal mit chinesischen Mitarbeitern Zahnersatz zu einem Fünftel der regulären Kosten produziert. Silke Bär war ihm auf die Spur gekommen, allerdings war ihr Tod laut Stein ein Unfall. Ihr Büro räumte er anschließend leer, um Spuren zu ihm zu verwischen. Mit dem Tod von Olaf Pieper will er aber nichts zu tun gehabt haben.
Auf den Fotos von Opis Haus entdeckt Wilken ein Antihistaminikum gegen Pollenallergie. Dieses Medikament wurde allerdings nicht von Opis schwangerer Freundin Trixi eingenommen, sondern von Marie Faber, der Freundin von Marcel Häberli. Faber schlug Opi mit einem Pokal auf den Kopf, Opi flüchtete daraufhin in den Garten und ertrank in betrunkenem Zustand im Gartenteich. Marie Faber wird schließlich von der Polizei festgenommen.
Nebenhandlung
Durch den Film zieht sich leitmotivisch das Misstrauen Tanja Wilkens gegen ihren neuen Partner Dennis Danzeisen und seine Familie, genährt von den Untersuchungen der Journalistin Silke Bär und den Verdächtigungen von Heinz Löwe. Am Ende des Films haben sich die Verdachtsmomente aber verringert und Frau Wilken beginnt, Dennis Danzeisen zu vertrauen. Damit kontrastiert ein Ereignis, von dem Frau Wilken nichts weiß. In einer Szene sieht man, wie Doreen Danzeisen im Polizeirevier Dorothea Danzeisen ein Gemälde zeigt, das sie angefertigt hat, und dabei meint, sie sei 400 Jahre zu spät geboren. Der Verdacht drängt sich auf, dass es sich bei dem Gemälde um eine von ihr angefertigte Fälschung des Bildes eines alten Meisters handelt. Der Film endet mit einer Szene, in der Diana Gruber und David Danzeisen auf einer einsamen Straße einem unbekannten Mann das Gemälde übergeben und dafür einen Koffer voller Geld erhalten. Diese Szene überrascht, da Diana Gruber und David Danzeisen zuvor als besonders freundliche und hilfsbereite junge Polizisten dargestellt wurden und Dorothea Danzeisen als nahbare, lebensfrohe Chefin des Reviers der Bereitschaftspolizei vorgestellt wurde, als Menschen also, bei denen man kaltblütiges kriminelles Verhalten nicht erwartet. Das Ende des Films wirft die auf zukünftige Folgen verweisende Frage auf, ob der Familienclan in kriminelle Machenschaften verwickelt ist oder ob es sich um eine verdeckte Polizeiaktion handelt.

## Produktion
Die Dreharbeiten fanden vom 6. Oktober bis zum 4. November 2020 in Freiburg im Breisgau, München und Umgebung statt. Produziert wurde der Film von der Hager Moss Film GmbH (Produzentin Kirsten Hager) im Auftrag des ZDF.
Die Kamera führte Rodja Kükenthal. Für das Szenenbild zeichnete Oliver Hoese verantwortlich, für den Ton Rainer Petershagen, für das Kostümbild Mika Braun, für das Maskenbild Tatjana Luckdorf und für das Casting Stephanie Maile.
Die Dreharbeiten für eine zweite Folge starteten am 4. Oktober 2021; gedreht wurde unter anderem in München und Aichach.

## Rezeption

### Kritik
Volker Bergmeister vergab auf tittelbach.tv 3,5 von 6 Sternen und meinte, dass die neue Krimireihe mehr auf Spaß als auf Spannung setze und eher zur Kategorie Schmunzelkrimi gehöre. Im Mittelpunkt ständen die Figuren, die Konstellation und die Region; die Story sei eher Beiwerk. Der Start sei leicht, lustig, launig und ein bisschen langweilig.
Harald Keller schrieb in der Frankfurter Rundschau, die Konstellation, dass die Ermittlerin dauerhaft Zweifel an der Ehrenhaftigkeit der übrigen Belegschaft hege, sei ein origineller Entwurf und sorge für anhaltende Spannung. Der Handlung werde eine gute Portion Witz beigemischt, die den Unterhaltungsfaktor hebe, ohne in Zynismus abzugleiten. Vereinzelt komme es zu Slapstick-Momenten, die Regisseur Thomas Jauch vor dem Klamauk bewahre.
Heidi Ossenberg bezeichnete den Film in der Badischen Zeitung als seichte Unterhaltung. Die Geschichte sei zwar temporeich erzählt und gut gespielt, aber völlig unrealistisch und auf Vorabendniveau.
Eric Leimann meinte auf Prisma.de, dass die Idee der politisch durchaus unkorrekten Alemannen-Version der alten Copland-Erzählung über Polizisten, die sich einen Staat im Staat geschaffen haben, eigentlich nett sei. In der Umsetzung sei aber doch ein traditioneller bis konventioneller ZDF-Krimi herausgekommen.

### Einschaltquoten
Die Erstausstrahlung von Breisgau – Bullenstall am 20. Oktober 2021 wurde in Deutschland von 7,27 Millionen Zuschauern gesehen und erreichte einen Marktanteil von 26,2 % für das Zweite Deutsche Fernsehen.